# Myrmicocrypta camargoi
Myrmicocrypta camargoi is een mierensoort uit de onderfamilie van de Myrmicinae. De wetenschappelijke naam van de soort is voor het eerst geldig gepubliceerd in 2010 door Sosa-Calvo & Schultz.